# Preobraženskaja (Oblast' di Volgograd)
Preobraženskaja, in russo Преображенская?, è un villaggio dell'oblast' di Volgograd, in Russia. È il centro amministrativo del rajon Kikvidzenskij.
Si trova sulla riva sinistra del fiume Buzuluk, 270 km a nord-ovest di Volgograd.